# Blechnum
Genre
Blechnum est un genre de fougères de la famille des Blechnaceae qui peuvent être parfois arborescentes.
L'espèce (sauvage) rencontrée en France, Belgique et Suisse est Struthiopteris spicant (fougère pectinée ou Blechnum en épi), plutôt montagnarde ou des milieux frais et ombragés, sur des sols perméables, frais et acides, le plus souvent siliceux, éventuellement très humides en hiver (Cette espèce est protégée dans une partie de la France).

## Étymologie
Le mot Blechnum vient du grec blechnon qui fut utilisé par Dioscoride dès le premier siècle de notre ère pour désigner les fougères en général.

## Distribution
Le genre Blechnum se retrouve en Nouvelle-Calédonie (mais pas uniquement) où 17 espèces existent dont 11 endémiques.

## Caractéristiques
Les rhizomes sont verticaux.

Quelques espèces cultivées en serre
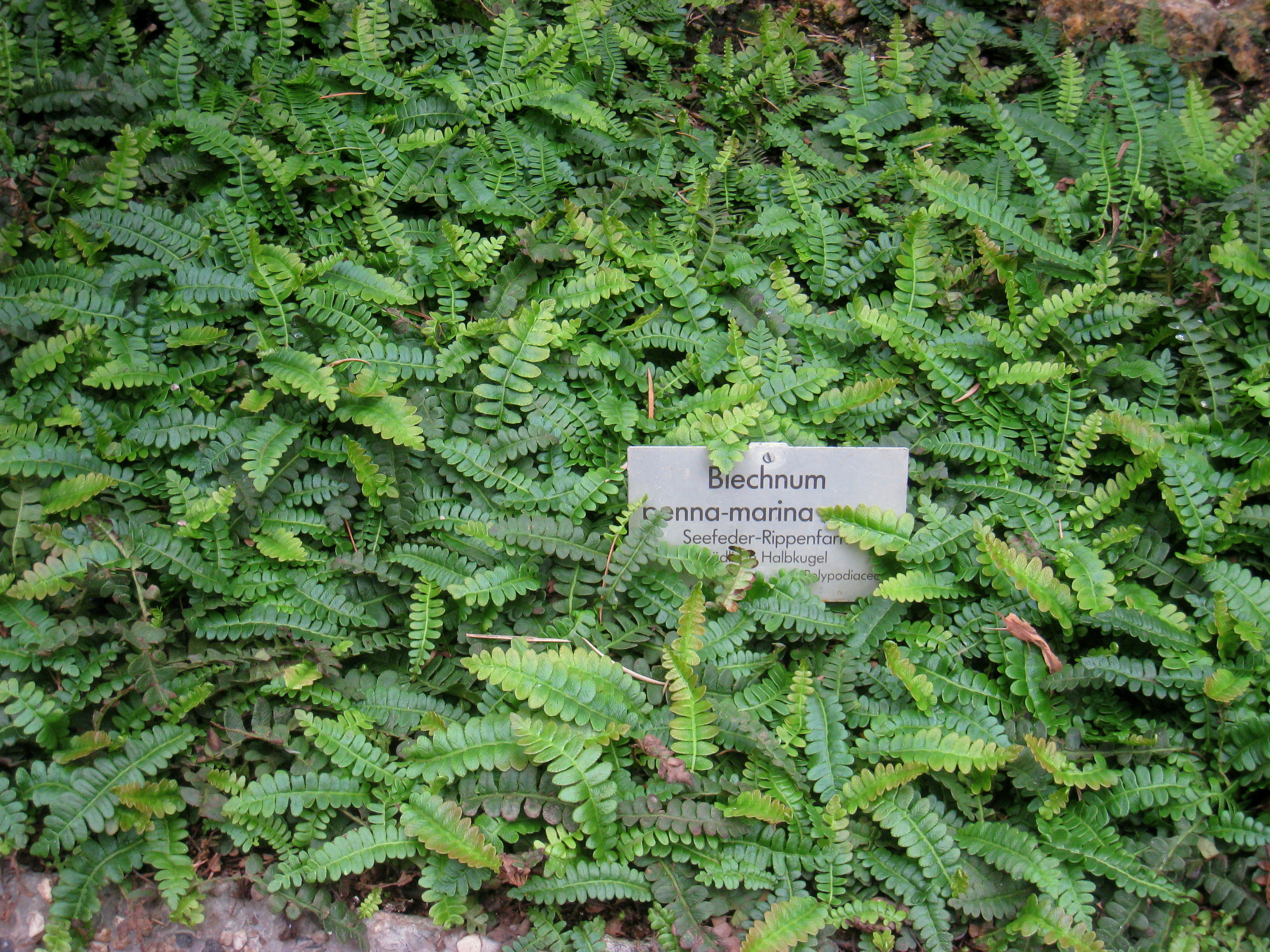
Blechnum penna-marina
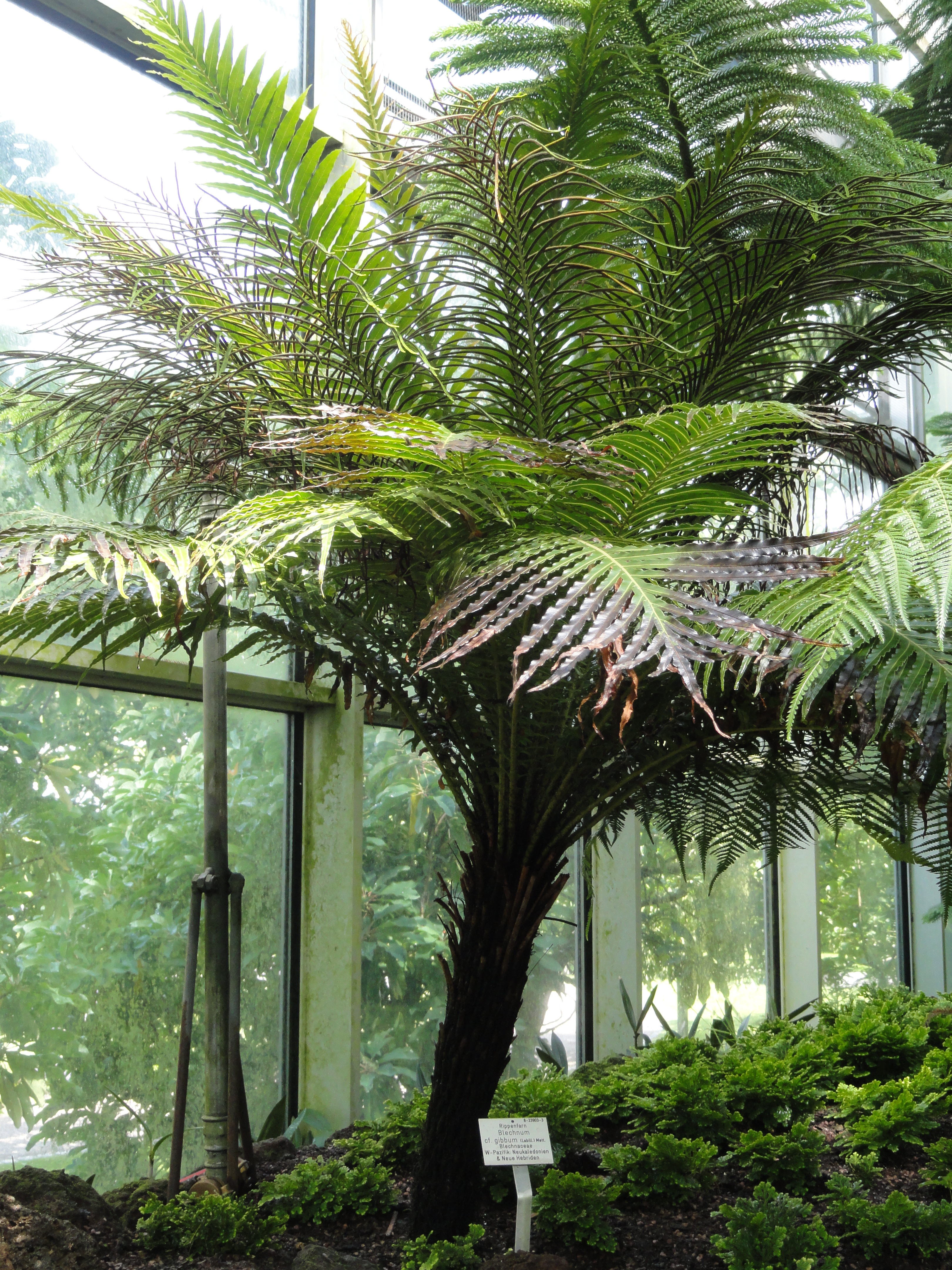
Blechnum gibbum
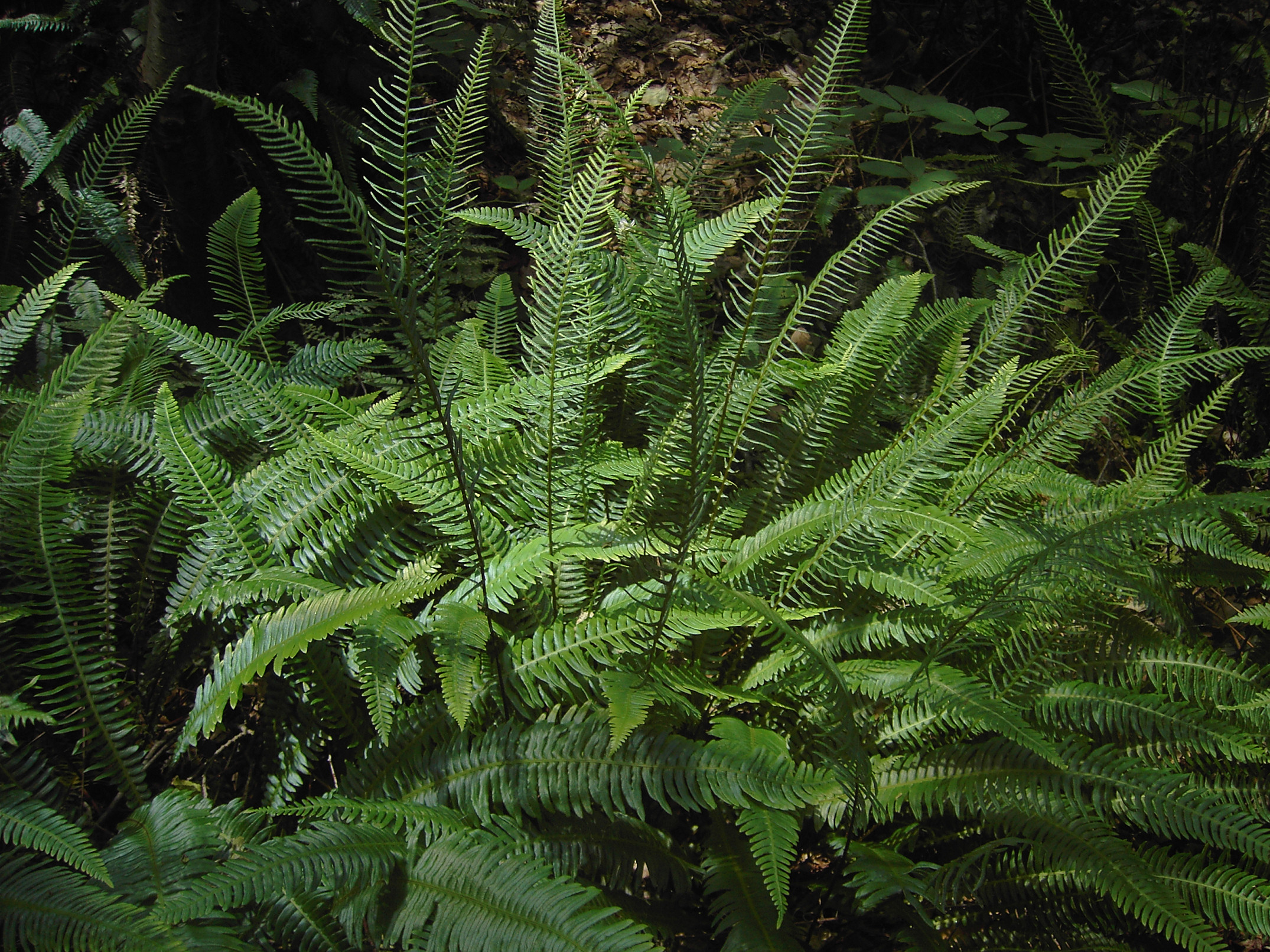
Blechnum spicant
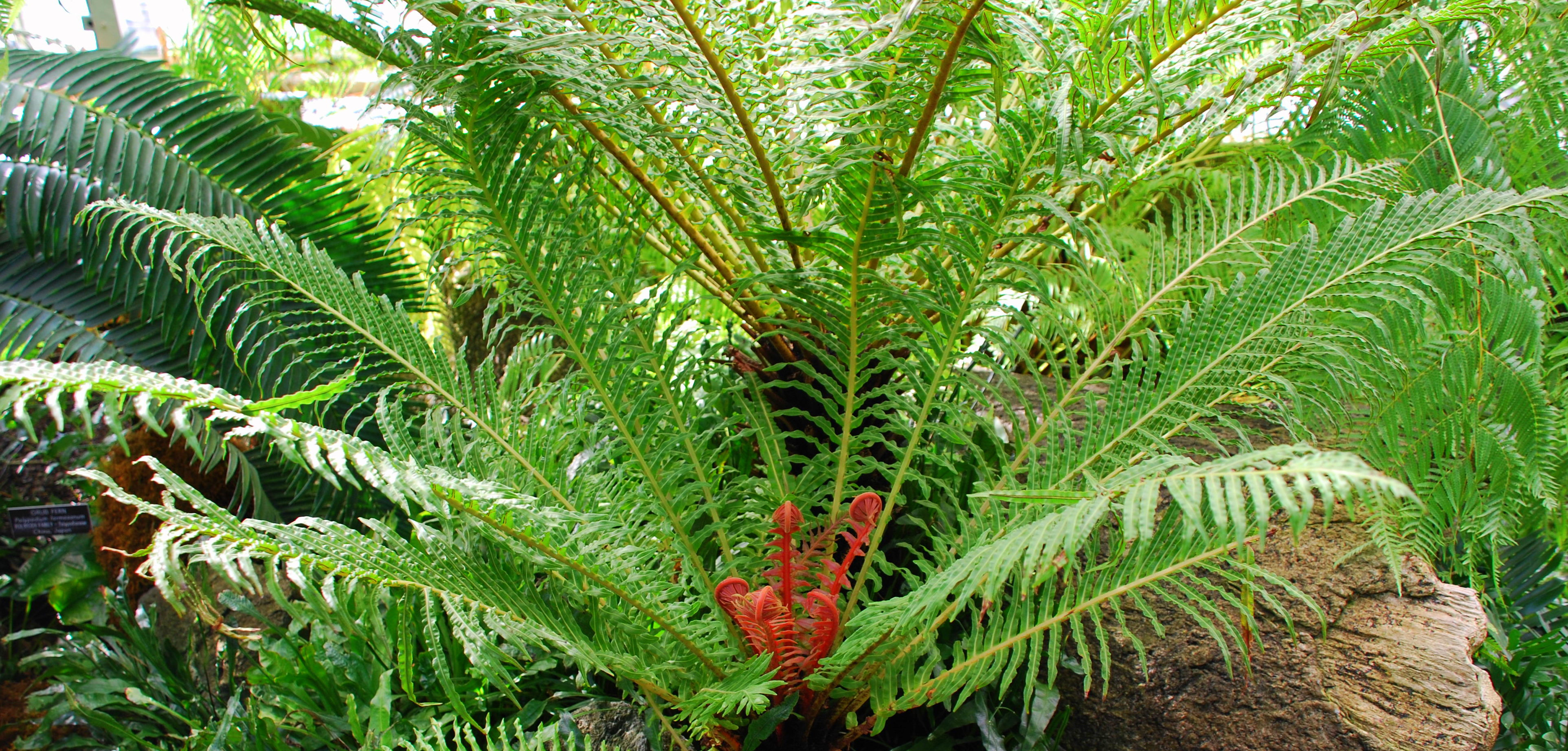
Blechnum brasiliense
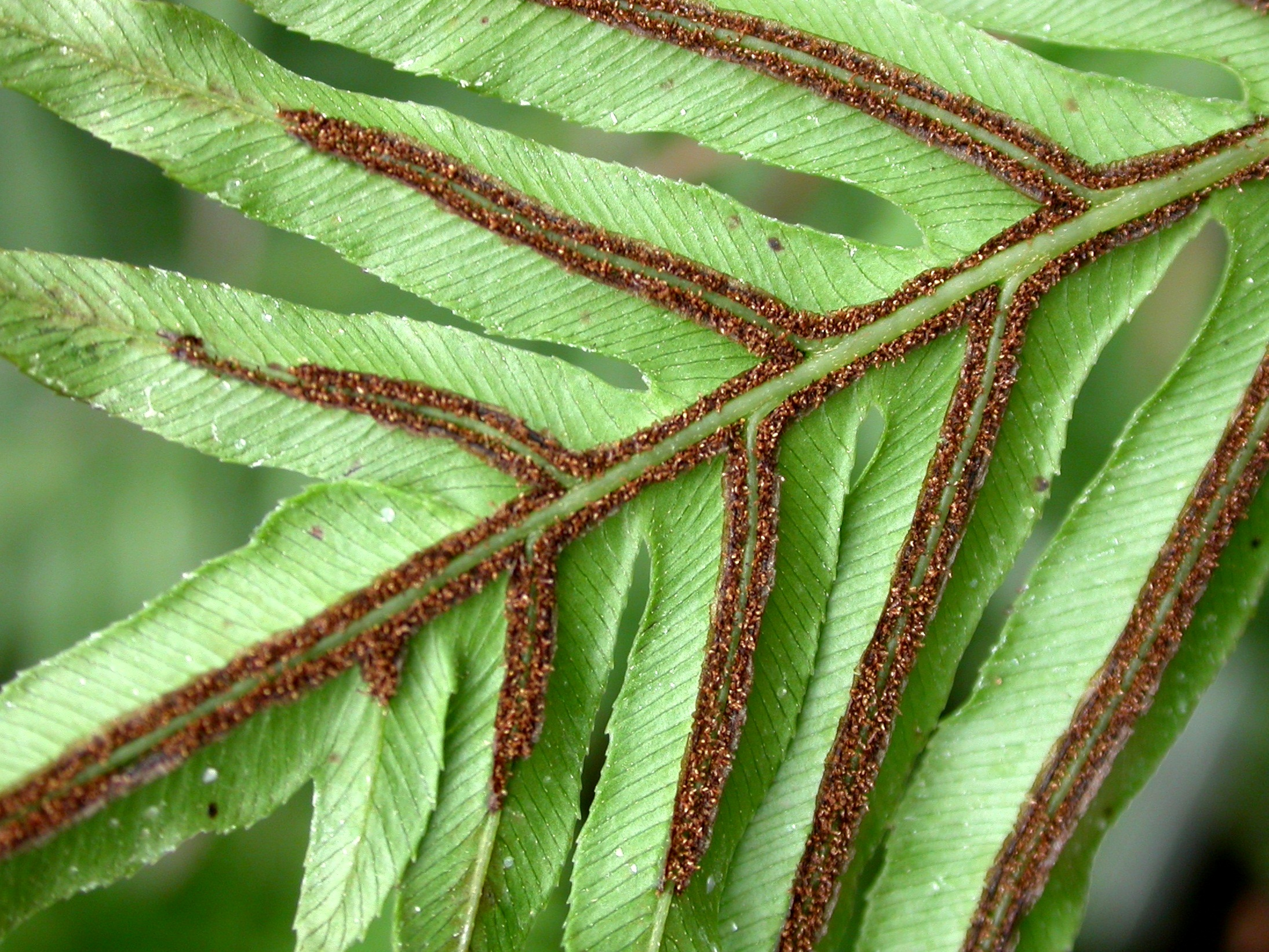
Feille côté spores de Blechnum brasiliense

## Liste d'espèces
Selon Catalogue of Life (31 octobre 2016) : 37 espèces
- Blechnum anthracinum R.C. Moran
- Blechnum appendiculatum Willd.
- Blechnum arcuatum J. Rémy & Fée
- Blechnum areolatum sw.
- Blechnum asplenioides
- Blechnum auriculatum
- Blechnum australe L.
- Blechnum austrobrasilianum de la Sota
- Blechnum caudatum Cav.
- Blechnum confluens Schltdl. & Cham.
- Blechnum flaccisquama A. Rojas
- Blechnum floresii (Sodiro) C. Chr.
- Blechnum gracile Kaulf.
- Blechnum gracilipes (Rosenst.) M. Kessler & A.R. Sm.
- Blechnum guayanense A. Rojas
- Blechnum hastatum Kaulf.
- Blechnum heringeri
- Blechnum laevigatum Cav.
- Blechnum lanceola Sw.
- Blechnum leopoldense
- Blechnum longipilosum
- Blechnum lonngistipitatum Tardieu
- Blechnum ludificans Herter
- Blechnum malacothrix Maxon & C.V. Morton
- Blechnum maxonii (Broadh.) C. Chr.
- Blechnum meridense
- Blechnum occidentale L.
- Blechnum pampasicum
- Blechnum petiolare (Sodiro) C. Chr.
- Blechnum polypodioides Raddi
- Blechnum puberulum (Sodiro) A. Rojas
- Blechnum punctulatum Sw.
- Blechnum rimbachii (Sodiro) C. Chr.
- Blechnum scaberulum Sodiro
- Blechnum socialis Sodiro
- Blechnum sodiroi C. Chr.
- Blechnum wolamense

Selon The Plant List (30 avril 2015) :
- Blechnum acutum (Desv.) Mett.
- Blechnum aduncum Liebm.
- Blechnum aequatoriense A. Rojas
- Blechnum andinum (Baker) C. Chr.
- Blechnum anthracinum R.C. Moran
- Blechnum antillanum Proctor
- Blechnum appendiculatum Willd.
- Blechnum arcuatum J. Rémy & Fée
- Blechnum articulatum (F. Muell.) S.B. Andrews
- Blechnum ascendens A. Rojas
- Blechnum asperum (Klotzsch) J.W. Sturm
- Blechnum asplenioides Sw.
- Blechnum atropurpureum A.R. Sm.
- Blechnum attenuatum (Sw.) Mett.
- Blechnum auratum (Fée) R.M. Tryon & Stolze
- Blechnum australe L.
- Blechnum austrobrasilianum de la Sota
- Blechnum bakeri C. Chr.
- Blechnum bicolor M. Kessler & A.R. Sm.
- Blechnum biforme Christ
- Blechnum binervatum (Poir.) C.V. Morton & Lellinger
- Blechnum blechnoides Keyserl.
- Blechnum bolivianum M. Kessler & A.R. Sm.
- Blechnum brasiliense Desv.
- Blechnum bruneum M. Kessler & A.R. Sm.
- Blechnum capense (L.) Schltdl.
- Blechnum caudatum Cav.
- Blechnum chiriquanum (Broadh.) C. Chr.
- Blechnum christii C. Chr.
- Blechnum cochabambense M. Kessler & A.R. Sm.
- Blechnum confluens Schltdl. & Cham.
- Blechnum cordatum (Desv.) Hieron.
- Blechnum corralense Esp. Bustos
- Blechnum cycadifolium J.W. Sturm
- Blechnum dendrophilum (Sodiro) C. Chr.
- Blechnum dissectum (Parris) Christenh.
- Blechnum divergens (Kunze) Mett.
- Blechnum dives (Kunze) Christenh.
- Blechnum eburneum Christ
- Blechnum falciforme (Liebm.) C. Chr.
- Blechnum fernandezianum (Looser) Prada & Rolleri
- Blechnum flaccisquama A. Rojas
- Blechnum floresii (Sodiro) C. Chr.
- Blechnum fragile (Liebm.) C.V. Morton & Lellinger
- Blechnum fuscosquamosum A. Rojas
- Blechnum glandulosum Kaulf. ex Link
- Blechnum gracile Kaulf.
- Blechnum gracilipes (Rosenst.) M. Kessler & A.R. Sm.
- Blechnum guayanense A. Rojas
- Blechnum hancockii Hance
- Blechnum hastatum Kaulf.
- Blechnum hindii (Tindale ex T.C. Chambers) Christenh.
- Blechnum humbertii Tardieu
- Blechnum inflexum Kuhn
- Blechnum insularum C.V.Morton & Lellinger
- Blechnum integripinnulum Hayata
- Blechnum ivohibense C. Chr.
- Blechnum jamaicense (Broadh.) C. Chr.
- Blechnum kunthianum C. Chr.
- Blechnum laevigatum Cav.
- Blechnum lanceola Sw.
- Blechnum lechleri Mett.
- Blechnum lehmannii Hieron.
- Blechnum lherminieri (Bory) C. Chr.
- Blechnum lima Rosenst.
- Blechnum lineare (J. Sm.) Christenh.
- Blechnum lineatum (Sw.) C. Chr.
- Blechnum longepetiolatum Tardieu
- Blechnum longicauda C. Chr.
- Blechnum loxense (Kunth) Hook. ex Salomon
- Blechnum ludificans Herter
- Blechnum lyonii (O. Deg.) Christenh.
- Blechnum madagascariense Tardieu
- Blechnum magellanicum Mett.
- Blechnum malacothrix Maxon & C.V. Morton
- Blechnum marquesensis (E.D. Br.) Christenh.
- Blechnum maximum (J. Sm. ex C. Chr.) Christenh.
- Blechnum maxonii (Broadh.) C. Chr.
- Blechnum medium (R. Br.) Christenh.
- Blechnum melanocaulon (Brack.) T.C. Chambers & P.A. Farrant
- Blechnum melanopus Hook.
- Blechnum meridense Klotzsch
- Blechnum microbasis (Baker) C. Chr.
- Blechnum microphyllum (Goldm.) C.V. Morton
- Blechnum mochaenum G. Kunkel
- Blechnum molle (Parris) Christenh.
- Blechnum monomorphum R.C. Moran & B. Øllg.
- Blechnum moranianum A. Rojas
- Blechnum nigrocostatum A. Rojas
- Blechnum nigrum (Coleman) Mett.
- Blechnum nipponicum Makino
- Blechnum nudum (Labill.) Luerss.
- Blechnum obtusifolium Ettingsh.
- Blechnum occidentale L.
- Blechnum organense Brade
- Blechnum orientale L.
- Blechnum paschale (C. Chr.) Christenh.
- Blechnum patersonii (R. Br.) Mett.
- Blechnum pazense M. Kessler & A.R. Sm.
- Blechnum penna-marina (Poir.) Kuhn
- Blechnum petiolare (Sodiro) C. Chr.
- Blechnum pinnatifidum A. Rojas
- Blechnum plumieri (Desv.) Mett.
- Blechnum polypodioides Raddi
- Blechnum proliferum Rosenst.
- Blechnum pteropus (Kunze) Mett.
- Blechnum puberulum (Sodiro) A. Rojas
- Blechnum punctulatum Sw.
- Blechnum reflexum Rosenst. ex M. Kessler & A.R. Sm.
- Blechnum repens M. Kessler & A.R. Sm.
- Blechnum rheophyticum R.C. Moran
- Blechnum rimbachii (Sodiro) C. Chr.
- Blechnum rupestre (Kaulf. ex Link) Christenh.
- Blechnum sampaioanum Brade
- Blechnum scaberulum Sodiro
- Blechnum schiedeanum (Schltdl. ex C. Presl) Hieron.
- Blechnum schomburgkii (Klotzsch) C. Chr.
- Blechnum schottii C. Chr.
- Blechnum serrulatum Rich.
- Blechnum sessilifolium (Klotzsch ex Christ) C. Chr.
- Blechnum simillimum (Baker) Diels
- Blechnum smilodon M. Kessler & Lehnert
- Blechnum socialis Sodiro
- Blechnum sodiroi C. Chr.
- Blechnum spannagelii Rosenst.
- Blechnum spicant (L.) Sm.
- Blechnum sprucei C. Chr.
- Blechnum squamatum M. Kessler & A.R. Sm.
- Blechnum squamipes (Hieron.) M. Kessler & A.R. Sm.
- Blechnum squamosissimum A. Rojas
- Blechnum stipitellatum (Sodiro) C. Chr.
- Blechnum stoloniferum (Mett. ex E. Fourn.) C. Chr.
- Blechnum striatum (Sw.) C. Chr.
- Blechnum tabulare (Thunb.) Kuhn
- Blechnum underwoodianum (Broadh.) C. Chr.
- Blechnum usterianum (Christ) C. Chr.
- Blechnum vallegrandense M. Kessler & A.R. Sm.
- Blechnum vestitum (Blume) Kuhn
- Blechnum wardiae Mickel & Beitel
- Blechnum werckleanum (Christ) C. Chr.
- Blechnum werffii R.C. Moran
- Blechnum yungense Ramos Giacosa, J. P.

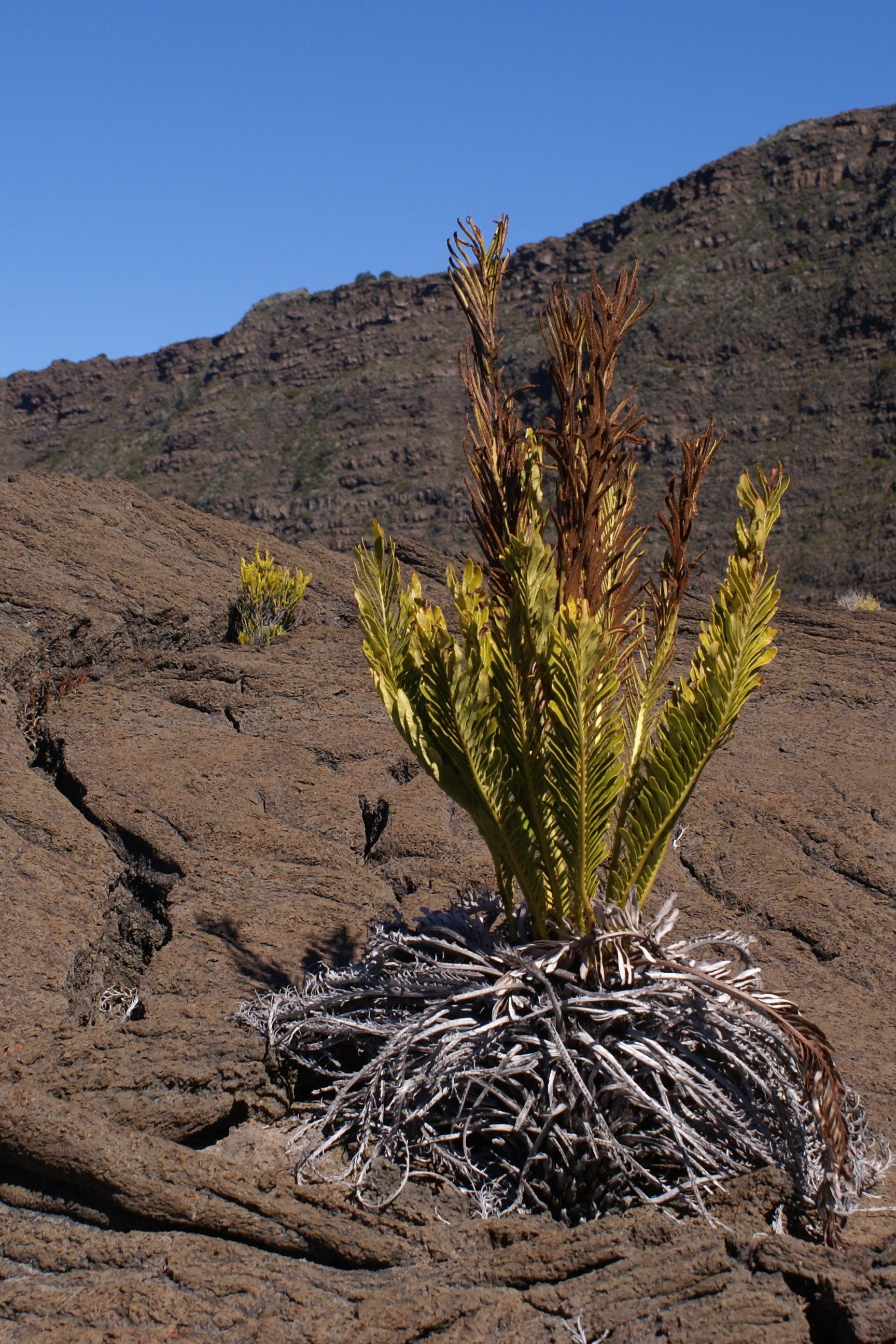
Blechnum tabulare sur le Piton de la Fournaise (La Réunion)